# Alberto Ibargüen

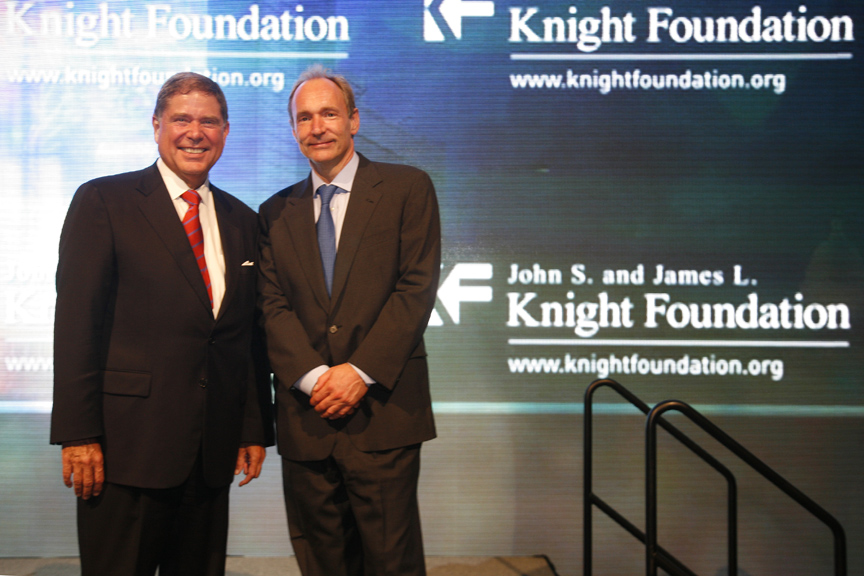

Alberto Ibargüen (1944, San Juan de Puerto Rico) Abogado y periodista estadounidense de padre cubano y madre puertorriqueña es el presidente de la John and James Knight Foundation-entidad sin fines de lucro dedicada a la promoción del periodismo y al apoyo filantrópico de las comunidades con las que está relacionadas- con sede en Miami, Florida. 

## Trayectoria
En la década del 60 al culminar sus estudios en la escuela secundaria ingresó en el Cuerpo de Paz y prestó servicios comunitarios en el territorio Amazónico de Venezuela y Colombia. Estudió abogacía en Wesleyan University y en la University of Pennsylvania. Ejerció leyes hasta unirse al diario The Hartford Courant y Newsday de Nueva York. 
Entre 1998-2005 fue editor de The Miami Herald y El Nuevo Herald en Miami, Florida. Durante su gestión el periódico ganó tres Premio Pulitzer y el Premio Ortega y Gasset español. 
Desde julio de 2005 se desempeña como presidente de la Knight Foundation.
Es director de PepsiCo, Council on Foreign Relations y el Newseum de periodismo en Washington. 
Fue director de la Sociedad Interamericana de Prensa y ha sido miembro (o pertenece) del directorio de la Galería Nacional de Arte (Washington), la Florida Philharmonic Orchestra, el Lincoln Center for the Performing Arts y PBS.
El 6 de mayo de 2009 dio un discurso sobre el futuro del periodismo en el Senado de los Estados Unidos

## Premios
En 2004, fue galardonado con el Premio Maria Moors Cabot de Columbia University y la George Washington University le otorgó un doctorado honorario.